# Hello! (Good to Be Back)
Hello! (Good to Be Back) è un singolo del gruppo musicale tedesco Scooter, pubblicato nel 2005 ed estratto dall'album Who's Got the Last Laugh Now?.

## Tracce
- CD

1. Hello (Good To Be Back) (Radio Edit) – 3:35
2. Hello (Good To Be Back) (Club Mix) – 7:43
3. Hello (Good To Be Back) (Extended) – 5:52
4. Path – 3:36